# Organización Contrasubversiva Nacional
La Organización Contrasubversiva Nacional (OCN) fue un servicio de inteligencia español creado en 1968, a raíz de los movimientos estudiantiles surgidos aquel año.

## Historia
Fue creada en octubre de 1968 como una subsección de la Tercera Sección de Información del Alto Estado Mayor (SIAEM), ante la petición del ministro de Educación para hacer frente al creciente movimiento de oposición al franquismo en las universidades.
Inicialmente tuvo como misión el escudriñamiento de las revueltas universitarias y la persecución de los movimientos que se desarrollaran en este ambiente. La OCN llevó a cabo una eficaz labor de infiltración entre los movimientos universitarios de oposición mediante una brutal represión. Más adelante sus actuaciones también se ampliaron al ámbito laboral, intelectual y religioso, alcanzando un mayor volumen de actividad que obligó a realizar una profunda reestructuración interna. La OCN desapareció en 1972, cuando fue renombrada como Servicio Central de Documentación (SECED).
Su primer y único director fue el coronel José Ignacio San Martín.